# Entertainment!
Entertainment! é o álbum de estreia da banda pós-punk inglesa Gang of Four, lançado em setembro de 1979. O álbum foi lançado pela EMI no Reino Unido e pela Warner Bros. nos Estados Unidos.
O álbum mostra uma clara influência do punk rock, do funk e outras não tão claras como o reggae e dub, semelhantes a outras bandas da época como Public Image Ltd., Pere Ubu e The Pop Group. Tal como acontece com essas outras influentes bandas do pós-punk, o som do contra-baixo ganha mais destaque do que ele teria normalmente no rock ou no punk rock.
O álbum Entertaiment! tem atraído muitos elogios de músicos de rock como o Flea do Red Hot Chili Peppers, declara que quando ouviu o disco pela primeira vez, disse: "Ele mudou completamente a maneira de como eu olhava o rock e enviou-me na minha viagem como baixista". Em 2003 o álbum ficou em #490 na lista dos 500 melhores discos de todos os tempos pela revista Rolling Stone. Em 2012, revisada o álbum ficou em #483 pela revista. Em março de 2005 a revista Q colocou a faixa "At Home He's a Tourist" em #52 na lista das 100 melhores músicas com guitarra.
Pitchfork Media colocou Entertainment! como o oitavo melhor disco dos anos 70.
Em 2005, a banda tocou ao vivo o álbum na íntegra no festival de música All Tomorrow's Parties, curador do Don't Look Back séries.
Até 2009, Entertainment! havia vendido cerca de 100 mil cópias no Reino Unido.

## Capa
A capa do álbum foi desenvolvida pelo vocalista Jon King e pelo guitarrista Andy Gill. A capa retrata um "índio" apertando a mão de um cowboy em três versões altamente processados da mesma imagem, os rostos são reduzidos a manchas de vermelho e branco, isto é, com as cores estereótipos raciais. O texto ao redor das imagens está escrito "O Índio sorri, pensando que o cowboy é seu amigo. O cowboy sorri, está satisfeito porquê o índio foi enganado. Agora ele pode explora-lo". Desta forma, abordando temas de exploração, mas tomada com o conteúdo lírico do álbum, ele também pode apontar para representações simplistas de conflito étnico, social ou político na mídia como "cowboys e índios".
A parte de trás da capa retrata uma família cujo pai diz, "Eu gasto mais dinheiro comigo pra que eu possa ficar gordo", enquanto a mãe e os filhos declaram, "Somos gratos pelas suas sobras". No encarte do álbum, pequenas fotografias com cenas mostradas na televisão que são entrelaçados e ilustrando o que a banda sugere que são as mensagens enganosas da mídia: "Os fatos são apresentados de forma neutra para que o público possa fazer sua própria mente", "Homens agem heróicamente para defender seu país", "As pessoas recebem o que querem".

## Canções
Os diversos elementos temáticos de Entretenimento! vão desde o conceito marxista de trabalho alienado ("Natural Not in It"), a teoria dos grande homens ("Not Great Men"), a mercantilização do lazer ("Return the Gift"), a condição do homem comum (At Home He's a Tourist"), prisioneiros de categoria especial na Irlanda do Norte ("Ether"), guerrilha na América Central ("5.45") e uma série de canções que desafiam os conceitos tradicionais de amor ("Antrhax", "Contract") e sexo ("Damaged Goods", "I Found the Essence Rare").

## Sobre as Canções
"At Home He's a Tourist" alcançou o número 58 no UK Singles Chart, posição mais alta que uma canção do Gang of Four conseguiu alcançar. A banda foi originalmente solicitado a executar a canção no Top of the Pops. No entanto, quando os produtores do show ouvi a linha "E as borrachas que você esconde no bolso superior esquerdo" pediram ao grupo para mudar a palavra borrachas por lixo, por medo de ofender; os quatro membros da banda recusaram e a apresentação foi cancelada.
No outono de 2010, a Microsoft controversa partes usada na música "Natural's Not in It" em esportes com foco em propagandas para o Kinect, em seu movimento baseado no controle do sistema do vídeo game XBox 360. Gang of Four foi criticado por permitir que a empresa usasse a música, uma decisão aparentemente em desacordo com a sua percepção anti-capitalista, mas foi a gravadora EMI, que possui todo o material da banda no início, que emprestou a Microsoft os direitos e nenhum dos membros da banda tiveram nada a ver com isso.
"Natural's Not in It" foi usada durante os créditos iniciais do filme Marie Antoinette em 2006.

## Lista de faixas
Todas as canções escritas por Dave Allen, Hugo Burnham, Andy Gill e Jon King.

### Lado um
1. "Ether" – 3:52
2. "Natural's Not in It" – 3:09
3. "Not Great Men" – 3:08
4. "Damaged Goods" – 3:29
5. "Return the Gift" – 3:08
6. "Guns Before Butter" – 3:49

### Lado dois
1. "I Found That Essence Rare" – 3:09
2. "Glass" – 2:32
3. "Contract" – 2:42
4. "At Home He's a Tourist" – 3:33
5. "5.45" – 3:48
6. "Anthrax" –  4:23

### 1995 faixas bônus
EMI Records CD issue (masterizado por Andy Gill & King John) inclui os singles seguinte:
1. "Outside the Trains Don't Run on Time" – 3:27
2. "He'd Send in the Army" – 3:40
3. "It's Her Factory" – 3:08

Infinite Zero Arquivo/American Recordings CD issue incluídos do Yellow EP:
1. "Armalite Rifle" – 2:48

### 2005 faixas bônus
Além do Yellow EP, o lançamento Rhino acrescenta quatro faixas anteriormente não emitidas:
1. "Guns Before Butter (versão alternativa)" – 4:25
2. "Contract (versão alternativa)" – 2:48
3. "Blood Free" (live at the Electric Ballroom, Londres) – 3:17
4. "Sweet Jane" (live at the American Indian Center) (Lou Reed) – 3:20

## Créditos
- Dave Allen – baixo e vocal principal
- Hugo Burnham – bateria, vocal de apoio
- Andy Gill – guitarra, vocal de apoio
- Jon King – escaleta, vocal de apoio

## Charts
Álbum
| Chart (1979)    | Posição |
| --------------- | ------- |
| UK Albums Chart | 45      |

Singles
| Ano  | Single                                      | Chart                            | Posição |
| ---- | ------------------------------------------- | -------------------------------- | ------- |
| 1979 | "At Home He's a Tourist"/"It's Her Factory" | UK Singles Chart                 | 58      |
| 1980 | "Damaged Goods"/"I Found That Essence Rare" | U.S. Billboard Club Play singles | 39      |